# 飯野喜四郎
飯野 喜四郎（いいのきしろう、慶応4年6月28日（1868年8月16日） - 昭和15年（1940年）3月21日）は、埼玉県出身の政治家・実業家。埼玉県会議員・埼玉県会議長。

## 人物
武蔵国埼玉郡蓮田村（現・埼玉県蓮田市）生まれ。粕壁中学校（現埼玉県立春日部高等学校）卒業。1887年に飯野運送店を開業し、東北本線でサツマイモを東北地方に販売した。1894年から埼玉県会議員を通算11期務めた。この間、1918年から1919年までと、1921年と1922年までの2度に渡って埼玉県会議長を務めた。また、教育の普及にも尽力し、粕壁中学校や旧制浦和高校（現埼玉大学）の設置に力を注いだ。元荒川、中川、古利根川などの河川改修や耕地整理にも尽力した。1919年、武州鉄道を創業した。
2003年、蓮田市が生涯を描いたビデオ「礎の人 飯野喜四郎」を制作した。